# Motocyklowe Grand Prix Japonii 2002
Motocyklowe Grand Prix Japonii 2002 – pierwsza eliminacja Motocyklowych Mistrzostw Świata, rozegrana 6 - 8 kwietnia 2002 na torze Suzuce w Suzuka. Grand Prix Japonii było wyścigiem, gdzie po raz pierwszy w wyścigu brała udział nowa kategoria MotoGP zastępująca kategorię 500 cm³, o specyfikacji silnika czterosuwowego o pojemności 990 cm³. Niektóre zespoły korzystały z silników o specyfikacji silnika dwusuwowego o pojemności 500 cm³.

## Wyniki MotoGP
| Pozycja | Motocyklista             | Motocykl | Okr. | Czas / Strata | Start | Punkty |
| ------- | ------------------------ | -------- | ---- | ------------- | ----- | ------ |
| 1       | Valentino Rossi          | Honda    | 21   | 49:32,766     | 1     | 25     |
| 2       | Akira Ryo                | Suzuki   | 21   | +1,550        | 7     | 20     |
| 3       | Carlos Checa             | Yamaha   | 21   | +8,353        | 4     | 16     |
| 4       | Shin’ichi Itō            | Honda    | 21   | +10,829       | 3     | 13     |
| 5       | Norifumi Abe             | Yamaha   | 21   | +20,423       | 12    | 11     |
| 6       | Alex Barros              | Honda    | 21   | +32,259       | 13    | 10     |
| 7       | Nobuatsu Aoki            | Proton   | 21   | +39,633       | 15    | 9      |
| 8       | Régis Laconi             | Aprilia  | 20   | +1 okr.       | 19    | 8      |
| 9       | Loris Capirossi          | Honda    | 20   | +1 okr.       | 2     | 7      |
| 10      | Daijiro Kato             | Honda    | 20   | +1 okr.       | 6     | 6      |
| 11      | Tetsuya Harada           | Honda    | 20   | +1 okr.       | 16    | 5      |
| 12      | John Hopkins             | Yamaha   | 16   | +5 okr.       | 18    | 4      |
| NS      | Tohru Ukawa              | Honda    |      | wycofał się   | 11    |        |
| NS      | Shin’ya Nakano           | Yamaha   |      | wycofał się   | 9     |        |
| NS      | Jeremy McWilliams        | Proton   |      | wycofał się   | 20    |        |
| NS      | Olivier Jacque           | Yamaha   |      | wycofał się   | 8     |        |
| NS      | Sete Gibernau            | Suzuki   |      | wycofał się   | 14    |        |
| NS      | Kenny Roberts Jr.        | Suzuki   |      | wycofał się   | 10    |        |
| NS      | Max Biaggi               | Yamaha   |      | wycofał się   | 5     |        |
| NS      | Jurgen van den Goorbergh | Honda    |      | wycofał się   | 21    |        |
| NS      | Garry McCoy              | Yamaha   |      | wycofał się   | 17    |        |